# Chrást (zemědělství)

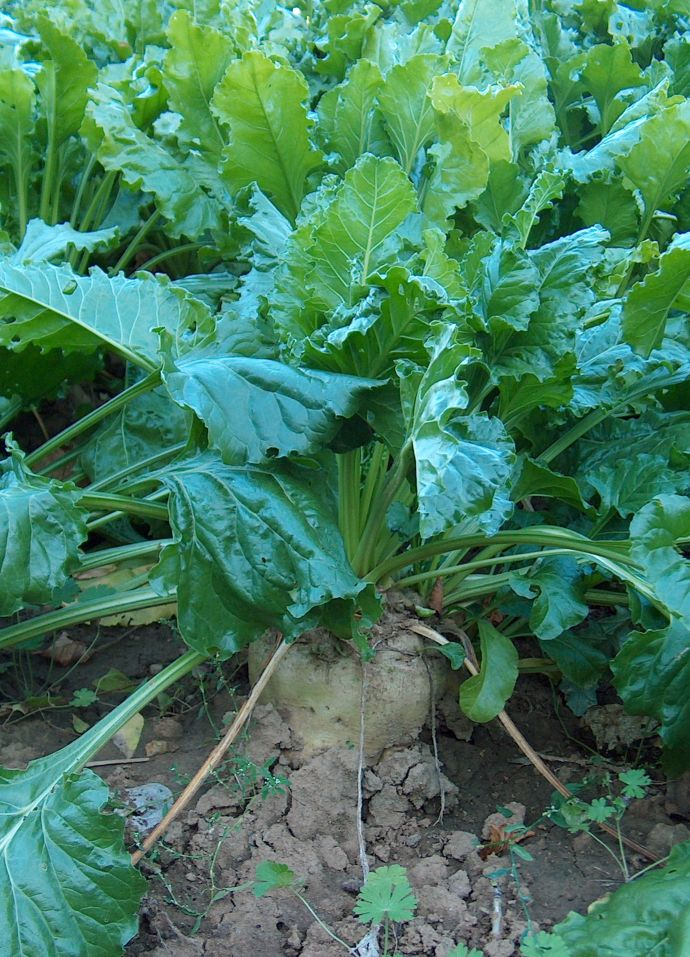
Chrást cukrové řepy (Beta vulgaris var. vulgaris subsp. altissima.

Chrást nebo chřást je nadzemní část rostliny. Zpravidla se jedná o listy. Nejběžněji používaným chrástem v mírném pásu byl chrást cukrové řepy, který zůstával na poli po sklizni této cukrodárné rostliny. S rozvojem mechanizace se však stále častěji chrást cukrovky drtí a nechává na poli jako zelené hnojivo.
Jinak chrásty a to nejen cukrovky bývají z výživářského hlediska důležitou součástí krmné dávky.